# Streekmuseum Krimpenerwaard
Het Streekmuseum Krimpenerwaard is een museum in Krimpen aan den IJssel in de Nederlandse provincie Zuid-Holland. Het museum heeft een gemengde collectie waarin de geschiedenis van de Krimpenerwaard in het begin van de 20e eeuw centraal staat. In de museumboerderij en bijbehorende stallen biedt de collectie een overzicht van karakteristieke regionale beroepen, gebruiken en mensen uit de Krimpenerwaard.

## Geschiedenis

### Oudheidkamer
Op 18 augustus 1953 werd de Oudheidkamer Krimpen aan den IJssel opgericht door Marinus Littel (gemeenteontvanger), Johannes Alettinus van Leeuwen (gemeentesecretaris) en Pieter Jan van der Giessen (directeur van scheepswerf Van der Giessen). De Oudheidkamer begon haar activiteiten met slechts 25 gulden, zonder noemenswaardige collectie, en een doel dat zij als volgt omschreef: "Het inrichten en instandhouden van een Oudheidkamer, welke uitdrukking zal geven aan het streekeigene." In 1955 werd de eerste tentoonstelling georganiseerd. Het 100-jarig jubileum van de bestuurlijke vereniging van Krimpen aan den IJssel en het eiland Stormpolder vormde de aanleiding voor een expositie over de lokale geschiedenis. Om meer exposities mogelijk te maken ontving de Oudheidkamer in 1956 een gemeentelijke subsidie, onder de voorwaarde dat historische of anderszins interessante lokale objecten zouden worden aangeschaft. Om de opening van de Stormvloedkering Hollandse IJssel te markeren werd in 1958 een expositie ingericht.
In 1962 zocht het bestuur van de Oudheidkamer een nieuw onderkomen voor de groeiende collectie, die destijds werd bewaard in een school aan de Tuinstraat. Er bleven twee kandidaten over; beiden monumentale boerderijen aan de IJsseldijk. De gemeenteraad liet zich overtuigen door het bestuur van de Oudheidkamer, en de keuze viel op de boerderij van de familie De Jong (nr. 314, nu 312). Een deel van het pand werd ingericht als museum, dat twee dagen per week open was voor bezoekers. De publiciteit leidde tot vele schenkingen uit de regio, en in 1965 werd een conservator aangesteld. De eerste restauraties van het gebouw waren in 1968 gereed, waarna het museum op 15 juni officieel werd geopend door burgemeester L.C.A. Lepelaars. Datzelfde jaar werd een hooiberg van een andere boerderij naar het museumterrein vervoerd en daar weer opgebouwd.

### Streekmuseum
De Oudheidkamer Krimpen aan den IJssel werd in 1971 omgedoopt tot Streekmuseum voor de Krimpenerwaard, kortweg Streekmuseum Krimpenerwaard. Om het beheer van het gebouw en de collectie, alsmede de organisatie van tentoonstellingen en evenementen, in goede banen te leiden werd J.H.A. van Hooft-Klijn in 1974 als directeur aangesteld. Na het vertrek van de laatste bewoners van de boerderij kwam het hele gebouw in handen van het museum. Er werden expositieruimtes gemaakt, en buiten het gebouw werden schuren gerestaureerd en in gebruik genomen om grote objecten aan het publiek te tonen. De verbouwing en restauratie van het voorhuis van de boerderij werd in 1990 afgerond. In de stal van de boerderij werden een koffiehoek en klein winkeltje gesitueerd.
In 1994 kreeg het Streekmuseum een nieuwe directeur: drs J.F. Nauta. Onder haar leiding kreeg het Streekmuseum in 1999 als een van de eerste kleinere musea in Nederland de status van geregistreerd museum. Er werden ook vele vrijwilligers aangetrokken, en zij zetten zich sindsdien in voor de registratie en onderhoud van de collectie, alsmede het onderhoud van het gebouw en de tuin. De zolder van de boerderij werd verbouwd tot een permanente expositie over de geschiedenis van de Krimpenerwaard - elk dorp kreeg hier een eigen plaats. De wens om de hele Krimpenerwaard samen te brengen in het Streekmuseum uitte zich ook in educatieve projecten, samenwerkingsverbanden met andere musea in de regio en diverse publicaties.
Kort na de opening van de jubileumtentoonstelling '65 jaar Streekmuseum' in december 2018 heeft Nauta afscheid genomen van het museum. Zij werd opgevolgd door K. de Vries MA, MSc, die eerder werkzaam was bij de Erasmus Universiteit Rotterdam en Museum Slager. Na ruim twee jaar nam De Vries in maart 2021 afscheid van het museum. Zij werd opgevolgd door H. van den Berg MA, MSc, voorheen conservator bij Museum Collectie Brands.

## Inrichting

### Museumboerderij
Het Streekmuseum heeft een gemengde collectie van ca. 27.000 objecten. Deze is verdeeld over meerdere gebouwen en depots. Bezoekers komen de museumboerderij binnen via de stal. Net als in veel oude boerderijen in de Krimpenerwaard bevinden stal en woonhuis zich onder één dak. In de stal zijn gebruiksvoorwerpen uit het boerenbedrijf te zien, zoals weegschalen, potten, kaaspersen en een boterkarnton. Eveneens staat er een hoge bi en een arrenslee. Een aangrenzende ruimte herbergt een karnmolen en vele objecten die te maken hebben met koken, bakken en andere huishoudelijke bezigheden. De keuken is eveneens ingericht met objecten uit de huiselijke sfeer. Kledingpersen, strijkijzers, potten en pannen - en een rijkelijk aangeklede eethoek. Vanuit de keuken kunnen bezoekers de kelder bereiken. De objecten die hier worden geëxposeerd hebben betrekking op het maken van kaas, een taak die vroeger ook in deze ruimte werd verricht.
De pronkkamer van de museumboerderij toont een groot deel van de kunstnijverheidcollectie van het Streekmuseum. Toen de boerderij werd bewoond was deze ruimte verdeeld in kleinere ruimtes, nu vormt het één kamer. Hier bevinden zich zilverwerk uit Schoonhoven, diverse schilderijen en een groot aantal textielwerken. De aangrenzende opkamer bevat onder meer een grote proeflap en een historische inrichting met bedstee en secretaire. De zolder van de museumboerderij is verdeeld in een ruimte voor tijdelijke tentoonstellingen en een permanente historische opstelling. Diverse maquettes en een historisch schoolklasje maken deel uit van deze expositie.

### Overige gebouwen

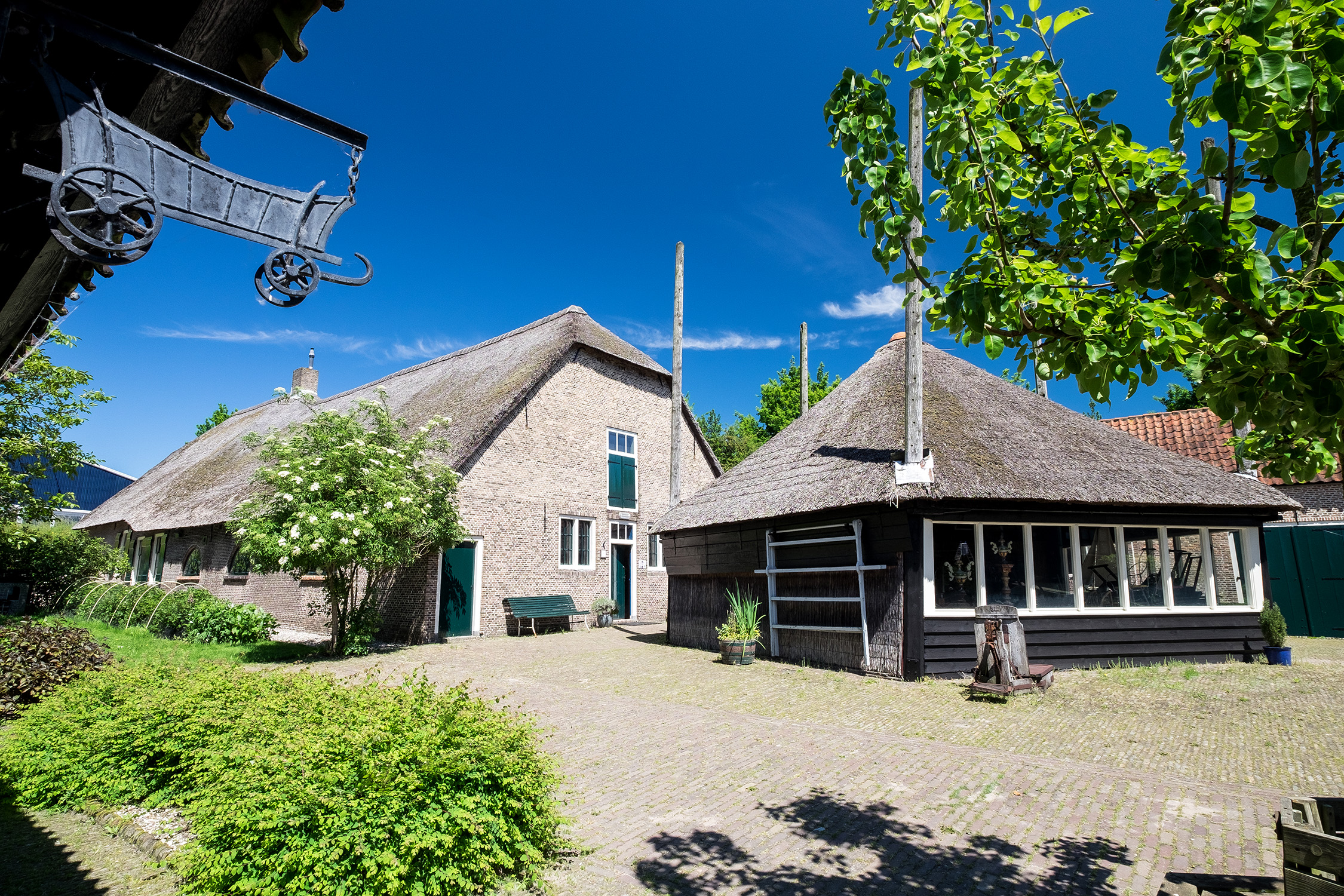
Achter de museumboerderij bevinden zich de hooiberg en schuren.

Achter de museumboerderij bevindt zich de hooiberg. Hier staan grote objecten opgesteld, waaronder een tweetal arrensleeën, een gerestaureerde ijszeiler, fietsen, en meerdere scheepsmodellen. De oude wagenschuur is net als vroeger verdeeld in twee delen. De ene helft is ingericht als klompenmakerij, en verder voorzien van vele gereedschappen - van aalgeer tot vlasbraak. In de andere helft staan diverse karren, waaronder een sjees. Meer karren zijn te vinden in de wagenoverkapping.
In de gerestaureerde kippenschuur worden opmerkelijke voertuigen geëxposeerd: een kleine boot, een historische brandspuit, en een zogeheten raderbrancard van het Groene Kruis. De kippenschuur is uitgebreid om onderdak te bieden aan een touwbaan. De werking van de touwbaan wordt regelmatig gedemonstreerd door familieleden van de voormalige eigenaren. Op de resten van de oude varkensschuur staat een gebouw dat dienst doet als ontvangstruimte. Het wordt gebruikt door tal van lokale verenigingen en vrijwilligers van het museum. Regelmatig worden hier kortstondige tentoonstellingen ingericht, onder meer door de historische vereniging van Krimpen aan den IJssel. Achter dit gebouw bevindt zich de moestuin van het Streekmuseum.